# Maria de Baden (1834–1899)
Maria de Baden (Karlsruhe, 20 de novembro de 1834 - Waldleiningen, 21 de novembro de 1899) foi uma princesa de Baden, casada com o príncipe Ernesto Leopoldo de Leiningen.

## Família
Maria era a sétima filha do grão-duque Leopoldo, Grão-Duque de Baden e da sua esposa, a princesa Sofia da Suécia. Entre os seus irmãos encontravam-se a princesa Alexandrina de Baden, cunhada do príncipe-consorte Alberto do Reino Unido, os grão-duques Luís II e Frederico I de Baden e a princesa Cecília de Baden, esposa do grão-duque Miguel Nikolaevich da Rússia. Os seus avós paternos eram o grão-duque Carlos Frederico de Baden e a baronesa Luísa Carolina de Hochberg. Os seus avós maternos eram o rei Gustavo IV Adolfo da Suécia e a princesa Frederica de Baden.

## Casamento e descendência
No dia 11 de setembro de 1858, Maria casou-se em Karlsruhe com o príncipe Ernesto Leopoldo de Leiningen, filho do príncipe Carlos de Leiningen e da condessa Maria Klebelsberg. O casal teve dois filhos:
- Alberta de Leiningen (24 de dezembro de 1863 - 30 de agosto de 1901), morreu solteira e sem filhos aos trinta e sete anos de idade.
- Emich, 5.º príncipe de Leiningen (18 de janeiro de 1866 - 18 de julho de 1939), casado com a princesa Feodora de Hohenlohe-Langenburg; com descendência.

## Títulos e estilos
- 20 de novembro de 1834 - 11 de setembro de 1858: Sua Grande Alteza Ducal princesa Maria de Baden
- 11 de setembro de 1858 - 21 de novembro de 1899: Sua Grande Alteza Real Ducala a Princesa de Leiningen